# Leucophora peullae
Leucophora peullae är en tvåvingeart som först beskrevs av Malloch 1934.  Leucophora peullae ingår i släktet Leucophora och familjen blomsterflugor. Inga underarter finns listade i Catalogue of Life.